# La Coma (Rubió)
La Coma és una masia situada a Maçana, al municipi de Rubió, a la comarca catalana de l'Anoia. És envoltada per diferents coberts i corrals, i a poc més de 50 metres de la casa hi ha una vinya. La masia també té un cub per a la realització del most.
La masia té tres pisos i ha estat ampliada tres vegades. Està situada al vessant nord de la Serra de Rubió, a prop del Pujol i els plans de la Coma, així com d'un dels afluents de la riera de Maçana. Té 8 habitants.